# Vitellariopsis dispar
Espèce
Classification phylogénétique
Statut de conservation UICN

 LC : Préoccupation mineure
Vitellariopsis dispar est une espèce de plantes à fleurs de la famille des Sapotaceae. C'est un arbre originaire d'Afrique du Sud.

## Répartition
Il est endémique des savanes des bassins versants du fleuve Tugela et de la réserve d'Hluhluwe-Umfolozi au KwaZulu-Natal, à proximité des cours d'eau. L'espèce a été vue aussi au Swaziland.